# Pordim
Pordim (búlgaro:Пордим) é uma cidade da Bulgária, localizada no distrito de Pleven. A sua população era de 2,117 habitantes segundo o censo de 2010.

## População
| Pordim | Pordim | Pordim | Pordim | Pordim | Pordim | Pordim | Pordim | Pordim | Pordim | Pordim | Pordim | Pordim | Pordim | Pordim | Pordim | Pordim | Pordim | Pordim | Pordim |
| --- | ------ | ------ | ------ | ------ | ------ | ------ | ------ | ------ | ------ | ------ | ------ | ------ | ------ | ------ | ------ | ------ | ------ | ------ | ------ |
| Ano | 1887   | 1910   | 1934   | 1946   | 1956   | 1965   | 1975   | 1985   | 1992   | 2001   | 2002   | 2003   | 2004   | 2005   | 2006   | 2007   | 2008   | 2009   | 2010   |
| População |        |        |        | …      | …      | …      | …      | 2,775  | 2,617  | 2,390  | 2,368  | 2,361  | 2,308  | 2,283  | 2,252  | 2,198  | 2,153  | 2,121  | 2,117  |
| Fontes: Instituto Nacional de Estatísticas, „citypopulation.de“, „pop-stat.mashke.org“, Bulgarian Academy of Sciences |        |        |        |        |        |        |        |        |        |        |        |        |        |        |        |        |        |        |        |